# Juan Manuel Masferrer
Juan Manuel Masferrer Vidal (Rancagua, 1 de mayo de 1980) es un abogado y político chileno que ejerció como diputado. Ejerció como subsecretario de Desarrollo Regional y Administrativo. en el segundo gobierno de Sebastián Piñera. Anteriormente se desempeñó como Intendente de la Región del Libertador Bernardo O'Higgins entre marzo de 2018 y abril de 2020.
Actualmente, se desempeña como Secretario General de la Corporación de Desarrollo Social de Providencia desde diciembre de 2024.

## Biografía
Es hijo de Juan Masferrer Pellizzari, exdiputado del Distrito N.° 34, y de la exalcaldesa de Las Cabras Jacqueline Vidal Delaigue, tiene dos hermanos más. Está casado con Sofia Frankhauser. 
Cursó su educación primaria en la comuna de Las Cabras y secundaria en el Instituto O’Higgins de Rancagua. Luego Ingresó a estudiar derecho en la Universidad Nacional Andrés Bello titulándose de abogado.
En las elecciones de CORE de 2013 fue candidato a Consejero Regional por la circunscripción de Cachapoal I (Comuna de Rancagua), logrando la segunda mayoría en la circunscripción, con el 10,3% de los votos, luego de Felipe García-Huidobro, no resultando electo.
Hasta marzo de 2018 se desempeñó como Director de Asuntos Estudiantiles en la Universidad del Desarrollo. Anteriormente fue director de la Escuela de Liderazgo de la Universidad San Sebastián. Fue secretario general de la juventud UDI a nivel nacional, partido del cual es militante.
El 11 de marzo de 2018 fue nombrado por el presidente Sebastián Piñera como Intendente de la Región del Libertador Bernardo O’Higgins, cargo que ejerció hasta el 20 de abril de 2020.
El 6 de junio de 2020 fue nombrado como subsecretario de Desarrollo Regional y Administrativo (SUBDERE) cargo del cual renunció a su cargo el 20 de noviembre de 2020. Ese mismo año fue invitado por el Ministerio de Salud de Chile para integrar la Mesa Social COVID-19, creada para enfrentar dicha pandemia en el país.
En 2021 fue designado diputado por su partido en reemplazo de Issa Kort quien fue nombrado como embajador.
El 16 de enero de 2023, fue nombrado Administrador Municipal de la Ilustre Municipalidad de Las Condes por la alcaldesa Daniela Peñaloza.
El 9 de diciembre de 2024, asumió como Secretario General de la Corporación de Desarrollo Social de Providencia, designado por el alcalde Jaime Bellolio.

## Historial electoral

### Elecciones parlamentarias de 2021
- Elecciones parlamentarias de 2021, candidato a diputado por el distrito 15 (Codegua, Coinco, Coltauco, Doñihue, Graneros, Machalí, Malloa, Mostazal, Olivar, Quinta de Tilcoco, Rancagua, Rengo y Requínoa).[13]